# Царевское городище (Волгоградская область)

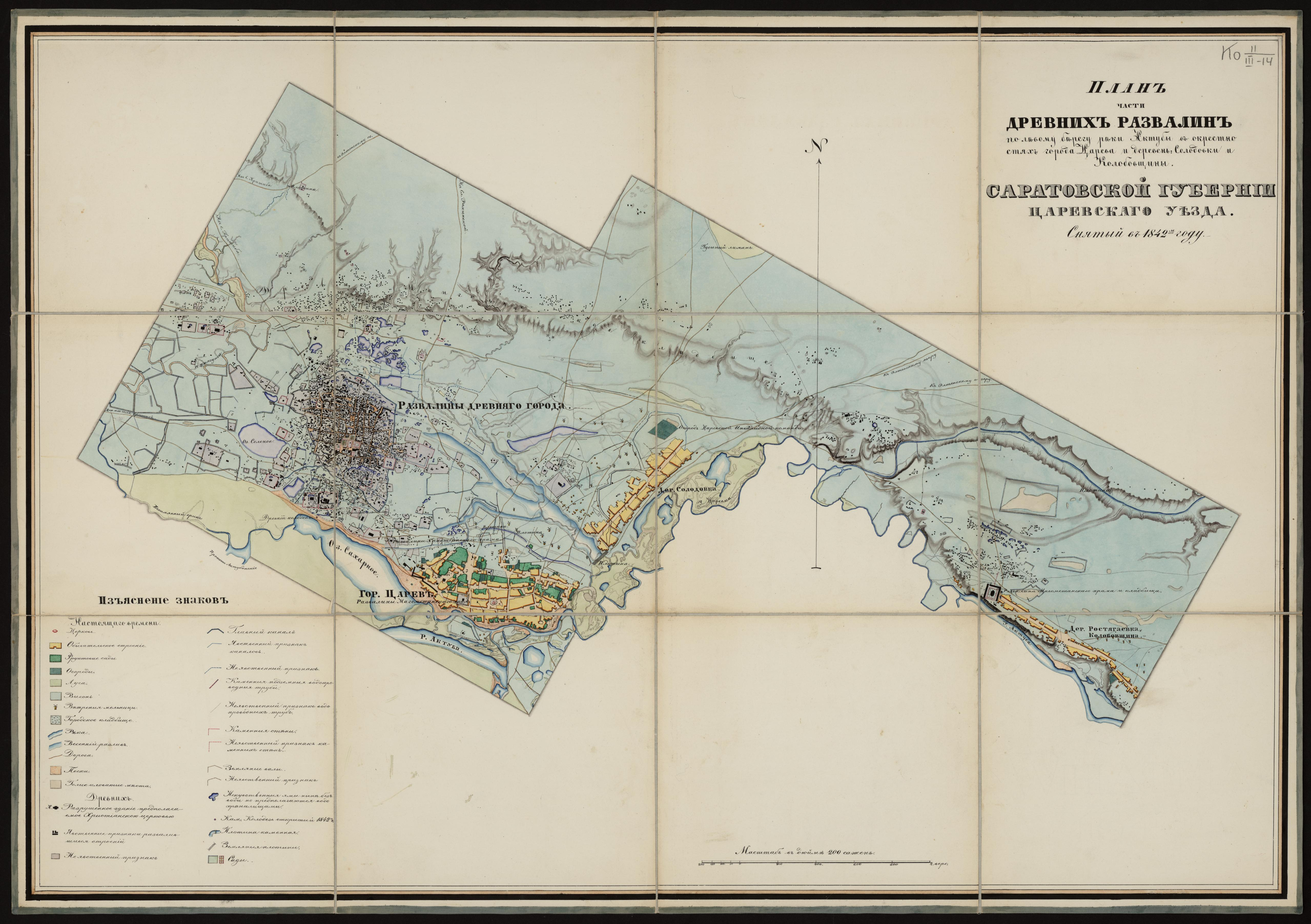
План Царёвского городища (1842)

Царевское городище — городище золотоордынского времени, расположенное на реке Ахтубе, у села Царев Ленинского района Волгоградской области. Один из крупнейших по площади памятников Восточной Европы эпохи средневековья. Местность, где расположено городище, раньше именовалась «Царевы Пады». 
Городище традиционно отождествлялось с Новым Сараем — одной из столиц Золотой Орды. Большинство современных исследователей связывает с Царевским городищем иной город — Гюлистан. По мнению И. В. Волкова, ассоциация Царевского городища с Гюлистаном противоречит данным исторических источников.
Общая площадь по оценкам исследователей конца XX в. составляет более 400 га, а по данным путешественников XVIII—XIX веков площадь была ещё значительно большей (например, по данным И. П. Фалька, развалины простирались на 9 верст в длину и на 5 верст в ширину).
Путешественники XVIII—XIX вв. неоднократно подчеркивали значимость городища, называя его «остатками древней столицы скифского царя», «татарским главным городом», столицей «Великой Татарии», «столицей царства Мамая» и др. Начиная с XVIII в. Царевское городище часто отождествлялось со столичным городом Сараем.
Находки А. В. Терещенко, полученные при исследовании городища в 1843–51 годах, составили основу золотоордынской коллекции Эрмитажа. Также здесь работали Ф. В. Баллод (1922), Г. А. Фёдоров-Давыдов (с 1959 по 1973 годы), Ю. А. Зеленеев (1994—1998 и 2000), Е. П. Мыськов (1998—1999), В. Г. Блохин (2000—2001), А. А. Глухов (2005—2013).
Археологами XX и XXI веков исследованы архитектурные сооружения различного назначения: общественные здания, резиденции знати, усадебные комплексы. Особое внимание уделялось системам водоснабжения, в том числе искусственным водоёмам, расположенным как в жилых кварталах, так и на территории усадеб. Были обнаружены многочисленные жилые строения (отапливавшиеся канами), полуподземные жилища, а также производственные помещения, где изготавливались, в частности, керамические и металлические изделия. 
По данным археологии короткий расцвет города пришёлся на середину XIV века. С началом великой замятни площадь застройки сокращается и появляются укрепения. Жизнь на городище теплилась до нашествия Тимура в конце XIV века.